# Gustav von Mauchenheim genannt Bechtolsheim
Gustav Maria Benno Freiherr von Mauchenheim genannt Bechtolsheim (* 16. Juni 1889 in München; † 25. Dezember 1969 in Nonnenhorn) war ein deutscher Generalmajor der Wehrmacht im Zweiten Weltkrieg. Als Kommandeur der 707. Infanterie-Division war er von 1941 bis 1943 maßgeblicher Verantwortlicher für zahlreiche Kriegsverbrechen in Weißrussland und Russland während des Deutsch-Sowjetischen Krieges.

## Leben
Er entstammte der uradeligen Familie von Mauchenheim und war der Sohn von Maximilian Maria Markus Freiherr von Mauchenheim genannt Bechtolsheim und Maria-Antonia Edle von Taeuffenbach.
Mauchenheim trat 1907 als Fahnenjunker in die Bayerische Armee ein und erhielt 1909 im Infanterie-Leib-Regiment sein Patent zum Leutnant. Im Ersten Weltkrieg erreichte er den Rang eines Hauptmanns.
Nach Kriegsende war er zeitweilig Mitglied im Freikorps Epp, wurde in die Reichswehr übernommen und in den folgenden Jahren als Kompaniechef im 19. (Bayerisches) Infanterie-Regiment verwendet. Als Major war Mauchenheim ab 1929 bei der Kommandantur Cuxhaven tätig. 1931 übernahm er das II. Bataillon des 20. (Bayerisches) Infanterie-Regiments in Ingolstadt.
Nach seinem Ausscheiden aus dem aktiven Militärdienst wurde Mauchenheim 1936 als E-Offizier und Oberst reaktiviert und als Ausbildungsleiter Heidelberg beim Landwehrkommandeur Darmstadt eingesetzt. Bei der Mobilmachung zum Zweiten Weltkrieg übernahm er als Kommandeur das Infanterie-Regiment 404 (246. Infanterie-Division), mit dem er während des Sitzkriegs und des Westfeldzugs an der Westgrenze eingesetzt war.
Im Mai 1941 übernahm er die neu aufgestellte 707. Infanterie-Division, mit der er nach Beginn des Unternehmens Barbarossa ab August 1941 dem Wehrmachtbefehlshaber Ostland, Generalleutnant Walter Braemer, später dem Befehlshaber des Rückwärtigen Heeresgebietes (Berück) der Heeresgruppe Mitte, General der Infanterie Max von Schenckendorff  sowie dem Korück 532 der 2. Panzerarmee im Raum Brjansk unterstellt war. Zur „Sicherung und Befriedung“ der Gebiete hinter der kämpfenden Front eingesetzt, verübten seine Truppen, gestützt auf die völkerrechtswidrigen Richtlinien der Wehrmachtsführung für den Krieg im Osten, zahlreiche Kriegsverbrechen, darunter Massenerschießungen von Juden und der Unterstützung von Partisanen verdächtigen Zivilisten. Bis Dezember 1941 wurden unter Führung v. Bechtolsheims 19.000 Personen durch Angehörige der 707. Infanteriedivision, des Reserve-Polizeibataillons 11 und eines litauischen Schutzmannschaftsbataillons erschossen. Im August 1941 war er zum Generalmajor befördert worden.

„Wo kleinere oder größere Judengruppen auf dem Lande angetroffen werden, können sie entweder selbst erledigt oder aber in Ghettos an einzelnen größeren Orten […] zusammengebracht werden.“

„[Juden sind] keine Menschen mehr im europäischen Kultursinn, sondern von Jugend auf zu Verbrechern erzogene und von Jugend auf geschulte Bestien. Bestien aber müssen vernichtet werden.“

„Die Bevölkerung hier ist doch nichts weiter wert, als geprügelt oder erschossen zu werden.“

Im Februar 1943 gab er sein Kommando an Baron Hans von Falkenstein ab, kam in die Führerreserve und wurde von Anfang April 1943 bis Kriegsende als Inspekteur der Wehrersatz-Inspektion in Heidelberg und danach in Regensburg verwendet. Seine Versuche, erneut eine Kommandantur in einem Besatzungsgebiet zu erhalten, blieben aufgrund mangelnder Eignung erfolglos.
Nach Kriegsende wurde 1961 aufgrund der Aussage eines ehemaligen Polizeikommandeurs, der Bechtolsheim beschuldigte Judenmorde befohlen zu haben, gegen Bechtolsheim ermittelt. Bechtolsheim stritt die Anschuldigungen mit dem Argument ab, seine Division hätte weder an Judenmorden teilgenommen noch diese an Polizeieinheiten delegiert. Der Untersuchungsrichter sowie die Staatsanwaltschaft meinten, dass nach allgemeiner Erfahrung die Wehrmacht nicht an Judenaktionen beteiligt gewesen wäre, und so wurde das Ermittlungsverfahren gegen Bechtolsheim im März 1962 eingestellt. Christian Gerlach bezeichnet Gustav Mauchenheim als „Massenmörder“ und beklagt, dieser sei „stets nur kurz, mit äußerster Nachsicht und offenbar nie als Beschuldigter vernommen“ worden.